# آلاوردي
آلاوردي (بالأرمنية: Ալավերդի)‏ هي municipality of Armenia وبلدة تقع في أرمينيا في محافظة لوري. يقدر عدد سكانها بـ 16,500 نسمة ومساحتها 18 كم2 وترتفع عن سطح البحر 1,000 متر.

## المناخ
يظهر الجدول التالي التغييرات المناخية على مدار السنة لآلاوردي:
| البيانات المناخية لـآلاوردي | البيانات المناخية لـآلاوردي | البيانات المناخية لـآلاوردي | البيانات المناخية لـآلاوردي | البيانات المناخية لـآلاوردي | البيانات المناخية لـآلاوردي | البيانات المناخية لـآلاوردي | البيانات المناخية لـآلاوردي | البيانات المناخية لـآلاوردي | البيانات المناخية لـآلاوردي | البيانات المناخية لـآلاوردي | البيانات المناخية لـآلاوردي | البيانات المناخية لـآلاوردي | البيانات المناخية لـآلاوردي |
| الشهر                       | يناير                       | فبراير                      | مارس                        | أبريل                       | مايو                        | يونيو                       | يوليو                       | أغسطس                       | سبتمبر                      | أكتوبر                      | نوفمبر                      | ديسمبر                      | المعدل السنوي               |
| --------------------------- | --------------------------- | --------------------------- | --------------------------- | --------------------------- | --------------------------- | --------------------------- | --------------------------- | --------------------------- | --------------------------- | --------------------------- | --------------------------- | --------------------------- | --------------------------- |
| المتوسط اليومي °م (°ف)      | −7.4 (18.7)                 | −5.5 (22.1)                 | −1 (30)                     | 6 (43)                      | 11.1 (52.0)                 | 14.3 (57.7)                 | 17.6 (63.7)                 | 17.7 (63.9)                 | 13.6 (56.5)                 | 7.9 (46.2)                  | 1.9 (35.4)                  | −3.9 (25.0)                 | 6.1 (43.0)                  |
| الهطول مم (إنش)             | 23 (0.9)                    | 27 (1.1)                    | 35 (1.4)                    | 67 (2.6)                    | 111 (4.4)                   | 104 (4.1)                   | 64 (2.5)                    | 49 (1.9)                    | 45 (1.8)                    | 41 (1.6)                    | 31 (1.2)                    | 22 (0.9)                    | 615 (24.2)                  |
| المصدر: alaverdi.am         |                             |                             |                             |                             |                             |                             |                             |                             |                             |                             |                             |                             |                             |

## توأمة
لآلاوردي اتفاقيات توأمة مع:
- داوغافبيلس (2 أكتوبر 2012 - )